# Wiara i uczynki

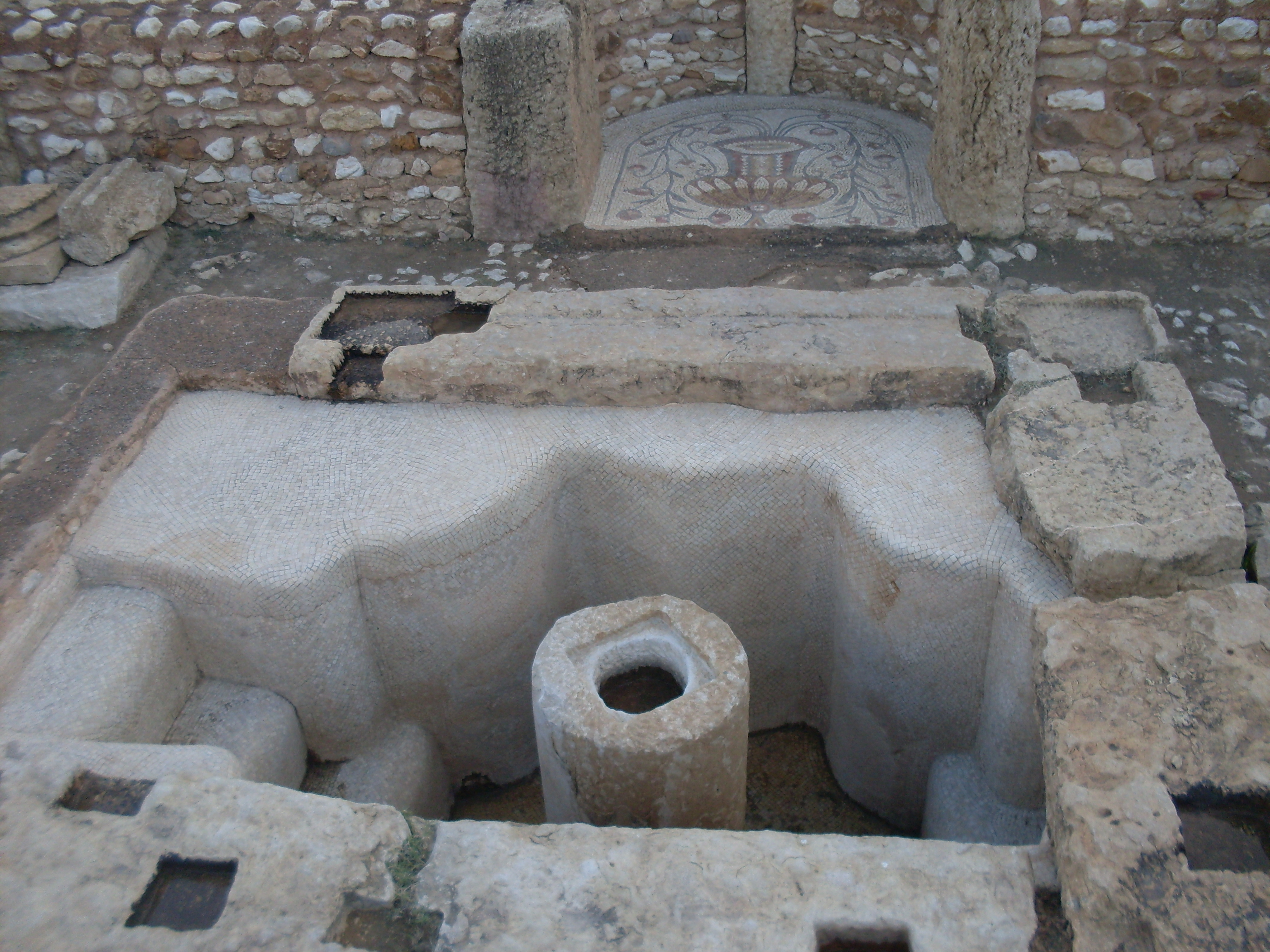
Starożytne baptysterium w Subajtila (łac. Sufetula) w prowincji rzymskiej Afryka prokonsularna (dzisiejsza Tunezja).

Wiara i uczynki (łaciński tytuł De fide et operibus) – dziełko Augustyna z Hippony datowane na 413 r. Zgodnie z tym, co sam autor wyjaśniał w Sprostowaniach 2.38, jest ono odpowiedzią na pytania ze strony zaniepokojonych świeckich dotyczące nadużyć w kwestiach katechumenatu.

## Treść
Wątpliwości dotyczyły trzech kwestii doktrynalnych odwołujących się do błędnej interpretacji wybranych cytatów z Pisma świętego. Głównym powodem zaniepokojenia było to, że podczas przygotowania do chrztu (por. katechumenat) niektórzy katechiści nauczali katechumenów jedynie o wierze, pozostawiając kwestie moralne i wymagania życia chrześcijańskiego na po chrzcie. Motywację tego stanowiła prawdopodobnie chęć dopuszczenia do chrztu tych, którzy żyli w cudzołożnych małżeństwach. Augustyn w swych odpowiedziach podkreślał, że kandydat do chrztu winien być wprowadzany nie tylko w to, jak wierzyć ale również, jak żyć. W punkcie 3,4 Augustyn poruszył też problematykę pokuty.
Augustyn w rozdz. III,4 wskazywał na władzę „związywania” i „rozwiązywania” przekazaną Kościołowi przez Chrystusa (Mt 18,18). Wynika z niej również to, że w niektórych przypadkach trzeba nie dopuścić do chrztu lub, już po chrzcie, wyłączyć ze społeczności wierzących (por. anatema):

Pan powiedział... „Cokolwiek zwiążecie na ziemi będzie związane i w niebie, a cokolwiek rozwiążecie na ziemi, będzie rozwiązane i w niebie” (Mt 18,18). Zabrania także dawać świętego psom (Mt 7,6). A Panu nie jest przeciwny Apostoł, gdyż powiada: „Grzeszników napominaj wobec wszystkich, aby inni lękiem byli zdjęci” (1Tm3,20) — jakkolwiek Pan mówi: „Upominaj go w cztery oczy”. Jedno bowiem i drugie należy czynić, jak to wskazuje różnorodność słabości tych ludzi, nad którymi objęliśmy pieczę, nie w celu ich zguby, lecz dla poprawiania ich i uzdrawiania — tylko jednego w jeden sposób, drugiego w inny należy leczyć. Tak zatem uzasadniona jest podstawa do świadomego pobłażania okazywanego złym w Kościele, ale zarazem jest i podstawa do strofowania i karcenia, do niedopuszczenia lub też do wykluczenia z kościelnej społeczności".

Augustyn odwołuje się do tego dziełka także przy innych okazjach, np. w Liście 205,4.18; w De octo Dulcitii quaestionibus 1.2; w Enchiridionie 18.67.

## Wydania

### Tekst krytyczny
- CSEL 41, ed. J. Zycha, 33-97;
- PL 40:197-230.

### Przekład polski
Dziełko ukazało się w przekładzie Władysława Budzika w książce: Św. Augustyn, Pisma katechetyczne, Warszawa 1952, s. 171-227.